# Tinianmonark
Tinianmonark (Monarcha takatsukasae) är en fågel i familjen monarker inom ordningen tättingar.

## Utseende och läte
Tinianmonarken är en liten (15 cm) flugsnapparliknande flugsnappare med dämpade färger. Den är beigefärgad på ansiktssidorna, i en ring runt ögat och det mesta av undersidan. Hjässan och nacken är grå och ryggen chokladbrun. Stjärten är svart med vit spets och även vingarna är svarta, med två tunna vingband och vita tertialkanter. Övergumpen är vit, liksom undre stjärttäckarna. Lätet är ett tvåstavigt raspigt skällande som låter som en hundleksak. Sången består av högljudda visslanden "tee-tee-wheeo".

## Utbredning och systematik
Arten förekommer i Marianeröarna på öarna Tinian och Aguijan. Den behandlas som monotypisk, det vill säga att den inte delas in i några underarter. Den placerades tidigare i släktet Metabolus och vissa gör det fortfarande, men inkluderas numera vanligen i Monarcha.

## Status
Tinianmonarken är en vanligt förekommande fågel, men utbredningsområdet är mycket litet. Det finns en stor risk att beståndet kan påverkas kraftigt ifall den invasiva ormarten Boiga irregularis etablerar sig på ön eller vid kraftigare tyfoner. Internationella naturvårdsunionen IUCN kategoriserar därför arten som nära hotad. Världspopulationen uppskattas till mellan 33 000 och 66 000 vuxna individer.

## Namn
Fågelns vetenskapliga artnamn hedrar den japanske ornitologen och författaren Nobusuke Taka-Tsukasa (1888–1959).